# Международное сотрудничество
Международное сотрудничество (англ. international development) — сотрудничество двух или более стран в каких-либо международных проектах: научных, социальных, промышленных и т.д.
Универсальная форма организации совместного или взаимосогласованного производства с участием иностранных партнеров двух или нескольких стран, основанная на распределении производства продукции, коммерческом сотрудничестве, взаимной гарантии рисков, общей защите инвестиций и промышленных секретов.
Международное сотрудничество покрывает очень разные сферы деятельности. В том числе:
- улучшение здравоохранения
- улучшение образования
- улучшение условий окружающей среды
- сокращение социально-экономического неравенства
- антитеррористическая деятельность
- улучшение качества связи